# Флорал Парк (Њујорк)
Флорал Парк (енгл. Floral Park) град је у америчкој савезној држави Њујорк.

## Демографија
По попису из 2010. године број становника је 15.863, што је 104 (-0,7%) становника мање него 2000. године.
| Група             | 2000.          | 2010.          |
| Белци             | 14.290 (89,5%) | 12.938 (81,6%) |
| Афроамериканци    | 74 (0,5%)      | 214 (1,3%)     |
| Азијати           | 620 (3,9%)     | 1.096 (6,9%)   |
| Хиспаноамериканци | 859 (5,4%)     | 1.391 (8,8%)   |
| Укупно            | 15.967         | 15.863         |